# LRAT
Лецитинретинолацилтрансфераза является ферментом, который у человека кодируется геном LRAT.

## Функция
Лецитинретинолацилтрансфераза является микросомальным ферментом, который катализирует реакцию этерификации всех трансретинолов в полностью трансретинольный эфир при фототрансдукции, важной реакции цикла ретиноидов в зрительной системе и статусе витамина A в печени.

## Клиническое значение
Мутации в этом гене были связаны с ранним началом тяжелой дистрофии сетчатки.
LRAT был избыточно экспрессирован в клетках колоректального рака по сравнению с обычным эпителием толстой кишки. Сильно экспрессированный LRAT был связан с плохим прогнозом у пациентов с колоректальным раком.